# Aeropuerto Cacique Aramare
El Aeropuerto Nacional Cacique Aramare es un aeropuerto venezolano ubicado en la Av. Orinoco del Municipio Atures del estado Amazonas y sirve a la población de Puerto Ayacucho, capital del estado. Su administración depende de la Gobernación del estado Amazonas y el Ministerio de Infraestructura. 
Algunas aerolíneas realizan vuelos chárteres a campamentos en distintos puntos del estado Amazonas saliendo desde Ciudad Bolívar, estado Bolívar, hasta Puerto Ayacucho y luego hacia más de una decena de campamentos, la única aerolínea comercial establecida en el aeropuerto es la estatal Conviasa.

## Aerolíneas y destinos
| Destinos por aerolínea                | Destinos por aerolínea |
| Aerolínea                             | Ciudad                 |
| ------------------------------------- | ---------------------- |
| Conviasa 1 destino                    | Nacional (1): Caracas  |
| Total: 1 destino, 1 país, 1 aerolínea |                        |

### Destino Nacional
| Ciudades                                   | Nombre del aeropuerto                               | Aerolínea \| |
| ------------------------------------------ | --------------------------------------------------- | ------------ |
| Distrito Capital - Caracas                 | Aeropuerto Internacional de Maiquetía Simón Bolívar | Conviasa     |
| Total: 1 destino, 1 estado!*, 2 aerolíneas |                                                     |              |

Opera las siguientes aerolíneas con el respectivo equipos, así:
- Conviasa: ATR-42, Embraer 190